# 엘리자베트 비제 르 브룅
엘리자베트 비제 르 브룅(Élisabeth Vigée Le Brun, 1755년 4월 16일 ~ 1842년 3월 30일)는 18세기 프랑스 로코코시대에 프랑스 궁정화가로 활동하며 당대에 가장 유명했던 여성 초상화가이다. 신고전주의 양식의 매력적인 초상화로 유명하며, 마리 앙투아네트의 총애를 받으면서 왕실과 귀족의 초상화를 다수 제작해서 명성을 얻었다. 프랑스 왕립 아카데미의 회원이었으며, 본명은 루이즈 엘리자베트 비제(Louise-Élisabeth Vigée)이다.
엘리자베트는 캉탱 드 라 투르나 장바티스트 그뢰즈 같은 거장들과 비교할만한 화가로 평가되어 왔다. 18세기 말부터 프랑스 혁명을 거쳐 왕정복고까지 예술가로서 특출난 화가 경력을 통해 격동기를 살아온 그 시대의 특별한 산증인이기도 하다. 엘리자베트는 열렬한 왕당파로서 마리 앙투아네트와 루이 16세의 프랑스 궁정, 나폴리 왕국, 오스트리아의 황제와 러시아의 황제의 궁정 화가였다.
엘리자베트는 여러 자화상을 그린 것으로도 유명하며, 1835년 회고록을 출판하여 그녀의 생애는 많이 알려져있다.

## 어린 시절
프랑스 파리에서 태어났다. 아버지 루이즈 비제는 파스텔로 초상화를 주로 그렸던 화가로 성 누가 아카데미(Académie de Saint-Luc)의 회원이었다. 어머니 잔느 마이신(Jeanne Maissin)은 미용사였다. 아버지에게 처음 그림을 배웠으나 12살 때 아버지가 사망했다. 1768년 어머니가 부유한 보석상이었던 자크 프랑수아 르 서브르와 결혼한 후 가족들이 파리의 중심부 근처로 이주하였다. 여기서 그녀는 가브리엘 프랑수아 도이엔, 장바티스트 그뢰즈, 조세프 버넷 같은 당대의 유명 화가들에게서 많은 조언과 도움을 받았다.
10대 시기에 그녀는 초상화 분야에서 만큼은 전문가 못지않은 실력을 갇추었다. 그녀는 자격증 없이 화실을 운영했다는 이유로 화실을 빼앗기게 된 후, 생 룩 아카데미에 입학 신청을 한다. 아카데미에서는 그녀의 작품을 마지못해 살롱에 전시했고, 1774년 10월 25일 그녀는 생 룩 아카데미의 회원이 될 수 있었다. 1776년 화가이자 미술상이었던 장비티스트 피에르 르 브룬과 결혼하였다.

## 궁정 화가
여러 귀족들과 부유층의 초상화를 그리던중, 1779년에 베르사유 궁전에 초대되어 루이 16세의 왕비인 마리 앙투아네트의 초상화를 그렸다. 이후 궁정화가로서 명성을 얻으며 약 30점에 이르는 왕비의 초상과 그의 가족을 화폭에 담았다.
1780년 2월 12일, 엘리자베스는 딸 지엔느 줄리 루이스('줄리'라고 불렀다)를 낳았다. 1781년 그녀와 그녀의 남편은 프랑드르와 네덜란드를 여행하고 현지의 유명 화가들의 기법에 많은 영감을 얻어 새로운 기법을 창조하게 된다. 그곳에서 그녀는 몇몇 귀족들의 초상화를 그렸는데 그 중에는 빌럼 1세도 있었다.
1783년, 왕비의 후원하에 왕립 회화 조각 아카데미(Académie Royale de Peinture et de Sculpture)의 회원이 되었다. 동시대의 다른 여성 화가 아델레이드 라빌 기아드 역시 같은 날 그녀와 함께 회원이 되었다. 이 과정에서 그녀의 신청을 반대하는 목소리도 있었는데, 이유로 그녀의 남편이 미술상이라는 것 때문이었다. 그러나 마리 앙투아네트의 압력을 받은 루이 16세의 명령에 의해 그녀의 신청은 받아들여지게 되었다. 당시 이 아카데미의 회원들은 모두 남성이었기 때문에 하루에 한 명 이상의 여성을 회원으로 받아들였다는 것은 매우 역사적인 일이었다. 이로 인하여 여성 화가들의 작품에 대한 당시의 편견에 많은 영향이 미쳤다.

## 프랑스 혁명
프랑스 혁명이 일어나자 엘리자베스는 그녀의 딸 줄리와 함께 프랑스에서 도망쳤다. 그녀는 이탈리아, 헝가리, 러시아 등지를 돌아다니며 활동을 계속하였다. 로마에서 그녀의 작품은 큰 성공을 거두었으며 로마의 Accademia di San Luca에 선임되었다.
러시아에서 그녀는 예카테리나 여제의 가족과 러시아의 귀족의 초상화를 그렸다. 그곳에서 그녀는 상트페테르부르크 미술 아카데미의 회원이 되었다. 줄리는 그곳에서 러시아의 귀족과 결혼하였는데, 엘리자베스는 이에 대해 굉장히 낙담하였다.
엘리자베스는 나폴레옹의 집권 시기 프랑스로 돌아오는 것이 허용되었다. 그녀는 19세기 초 영국을 방문하여 조지 고든 바이런을 비롯 여러 영국의 귀족들의 초상화를 그렸다. 1807년 그녀는 스위스를 여행하며 제네바의 Société pour l'Avancement des Beaux-Arts의 회원이 되었다.
그녀는 1835년과 1837년 그녀의 전기를 출판한다. 다른 화가가 그린 그녀의 초상화 중 휴버트 로버트가 그린 초상화는 현재 파리의 루브르 박물관에 전시되어 있다.
엘리자베스는 50대가 되어서도 여전히 활발하게 작품활동을 계속했다. 그녀는 루브시엔의 한 집을 사서 1814년 프로이센의 군대에 의해 집을 빼앗기게 될 때까지 그곳에서 살았다. 그녀는 1842년 3월 30일 죽기 전까지 파리에서 머물렀다. 그녀의 시신은 루브시엔에 다시 돌려보내져, 그녀가 살았던 집 근처에 묻혔다.
엘리자베스는 660여 개의 초상화를 남겼으며 200여 개의 풍경화를 남겼다. 그녀의 대부분의 작품들은 유명 박물관에서 찾아볼 수 있다.

## 참고 문헌
- 르브룬, Souvenirs, 파리, 1835-1837 (번역자 Lionel Strachey, 뉴욕, 1903)
- CyberPathways Art World

## 추천 도서
- Angelica Goodden, The Sweetness of Life: A Biography of Elisabeth Louise Vigee Le Brun, Andre Deutsch Limited, London, 1997